# Тунгнафедльсйёкюдль (ледник)
Тунгнафедльсйёкюдль (исл. Tungnafellsjökull) — ледник в Исландии, находится в центральной части Исландского плато, на территории региона Нордюрланд-Эйстра, входит в состав национального парка Ватнайёкюдль. Площадь ледника составляет 48 км², длина — около 10 км, ширина — 5-6 км. Ледник покрывает одноимённый вулкан, наивысшая точка расположена на высоте примерно 1540 м над уровнем моря. Примерно в 15 км юго-восточнее ледника Тунгнафедльсйёкюдль находится самый большой ледник Исландии Ватнайёкюдль.
Первые научные исследования ледника были проведены в конце первого десятилетия XX века, немецким геологом Гансом Реком (нем. Hans Reck). Первое успешное восхождение на ледник совершил, в 1911 году, швейцарец Германн Столл (нем. Hermann Stoll).